# Stig Lindgren
Stig Harald Lindgren, född 27 februari 1926 i Säffle, död 15 november 1983 i Göteborg, var en svensk arkitekt.
Lindgren, som var son till intendent Harald Lindgren och Irma Olson, avlade studentexamen i Sigtuna 1945 och utexaminerades från Chalmers tekniska högskola 1949. Han blev chefsarkitekt på Sjuhäradsbygdens arkitektkontor i Borås 1956 och bedrev egen arkitektverksamhet tillsammans med Bengt Forser i Göteborg från 1962. De båda bildade senare tillsammans med Gösta Celander Arkitektgruppen CFL. Lindgren ritade bland annat ålderdomshem i Ljung 1959, kommunalhus i Kinna och Svenljunga köpingar 1960 och 1961, tingshus i Borås 1962 och bostadsområden i Partille och Göteborg 1962–1964.

### Fotnoter
1. ↑  Sveriges dödbok 1901-2013.